# État fusionnel
Pour les articles homonymes, voir Fusion.
Un état fusionnel est un concept de psychanalyse décrivant un état psychique où la perception des limites de ce qui est « soi-même » est confuse, voire confondue avec des éléments extérieurs. Cet état décrit souvent un rapport fusionnel entre un enfant et sa mère dans la toute petite enfance, un lien symbiotique ne laissant pas accès au tiers (symboliquement ou réellement au père), qui a des conséquences sur la personnalité future de l'enfant. L'état fusionnel renvoie :
- aux premiers stades de développement de l'enfant, jusqu’à 6 mois environ ;
- à l'état maternel nécessaire à la même période, et qui doit s'estomper au fur et à mesure que l'enfant grandit ;
- au phénomène normal qui résulte des traces psychiques de ce passage, moteur des mécanismes grégaires de cohésion sociale ;
- à certains liens affectifs plus intenses, dit aussi amour fusionnel, fait d'une part de régression à ce stade et qui peut être plus ou moins pathologique ;
- à des pathologies psychologiques et psychiatriques de refus de toute séparation, d'intolérance à la frustration, de troubles de la personnalité (ou à plusieurs de ces éléments chez une même personne).

## Théories des états fusionnels
Le principe d'état fusionnel est un outil théorique issu de la psychanalyse qui permet à la plupart des disciplines de la psychologie d’analyser le développement de la psyché humaine relativement à la distinction des limites de son être, du moi (conscient) ou du soi, suivant les écoles.
Dans un état fusionnel, le Moi aurait des difficultés à se construire de façon réelle et solide, la personnalité resterait fragile. Le sujet se vivrait comme fusionné à un autre (notamment à sa mère), de façon inconsciente, dans un certain déni de la réalité. Une grande peur de la défusion (pourtant présente tôt dans le développement) peut être observée de façon plus ou moins inconsciente.

### La sortie de l'état fusionnel

L'objet transitionnel (2) joue un rôle dans la relation entre la mère (a) et l'enfant (b),
et substitue la réalité de sa présence à la période d'illusion (1).

La sortie de l'état fusionnel initial du bébé a été théorisée par Donald Winnicott comme se faisant à l'aide du doudou appelé objet transitionnel.
On distingue très schématiquement les étapes suivantes :
- L'état indifférencié et l'expérimentation du manque en alternance avec la satisfaction,
- La pensée en l'absence grâce à la présence d'un objet qui évoque le ressenti positif,
- La distinction et la sublimation globale de cette présence à travers la connaissance ou la culture.

Le plaisir de la présence satisfaisante vécu comme une illusion de soi complet, ainsi que le manque et l'absence vécus comme une illusion de soi incomplet sont remplacés par la capacité à distinguer et ressentir les choses en leur absence, donc à les penser.  
Winnicott décrit ce mécanisme de sortie de l'état fusionnel comme la voie d'accès à la curiosité.

### Genèse des théories sur la différenciation psychique
L'idée est communément acceptée qu'à la naissance l'enfant est encore inapte à faire la distinction entre ce qui est lui et ce qui est l'autre.
Cette conception des choses date de la première moitié du XXe siècle. Elle est pour beaucoup liée à l’école kleinienne de psychanalyse, Mélanie Klein étant pionnière en matière de théorisation de la psyché des tout premiers âges de la vie.
C'est Michael Fordham, jungien proche de cette école, qui couronne ces recherches en développant à partir de 1947 un concept pour définir l'état originel. Il le nomme soi primaire en référence à l'archétype du soi décrit par Jung, et le décrit comme une homéostasie, un état psycho-sensori-moteur indifférencié.
Il théorise aussi la sortie de cet état par dé-intégration et ré-intégration des éléments externes, mais c'est un ami proche, le kleinien Donald Winnicott, qui fait référence en la matière. Père de l'idée ayant fait école d'objet transitionnel, il théorise ainsi l'origine de la représentation, et le juste équilibre entre présence et absence de la mère. Il parle de mère suffisamment bonne, sous entendu ni trop ni trop peu, qui permet l’apprentissage de la distinction sans angoisse. 
Il propose ainsi un accès simple au concept typiquement psychanalytique de la relation d'objet et utilise le mot soi, self en anglais, symbole des principes jungiens, pour théoriser la suite du développement avec notamment la mise en place d'un vrai self et d'un faux self.
Mélanie Klein reste la clé de voûte de ces théorisations, grâce à la description du principe pathologique qui consiste à ressentir comme faisant partie de soi un élément extérieur au corps. Elle le décrit dans le rapport du bébé au sein, à une représentation psychique du sein perçu comme sien, comme son objet.
Issue des théories freudiennes qui distinguent la « libido d'objet » de la « libido narcissique » à partir de 1914, la distinction d'une relation d'objet, d'un rapport un élément indifférencié du soi, est associée par Klein en cas de perte à une position dépressive.
La crainte de cette dépression, du deuil d'un élément assimilé au soi qui peut mener à la mélancolie, peut entraîner des mécanismes de défense et aboutir à des positions psychiques qui entravent le développement sain grâce à l'acceptation de cette distinction. Précédant la position dépressive, la position schizo-paranoïde est particulièrement étudiée par Klein à partir de 1946.

### Agencements pathologiques
Les blocages dans ce mécanisme de distinction sont une clé de la compréhension de divers types de pathologies.
Schématiquement, la sortie de l'état fusionnel peut être difficile et associée à un risque de dépression. Pour s'en prémunir, le psychotique se vivrait comme étant toujours fusionné, son esprit créant des possibilités de le croire aux dépens de la réalité. Le névrosé aurait dépassé cet état fusionnel mais en aurait gardé des séquelles de souffrance, pouvant s'exprimer notamment dans la symbolique sexuelle. Et entre les deux Jean Bergeret décrit un état limite où l'état fusionnel est partiellement entretenu en contrôlant l'objet pour lutter contre l'angoisse de perte, ce qui définit le trouble de la personnalité borderline[source insuffisante].
|             | Symptômes                  | Angoisse      | Relation d’objet | Défenses                            |
| ----------- | -------------------------- | ------------- | ---------------- | ----------------------------------- |
| Psychose    | Dépersonnalisation, délire | Morcellement  | Fusionnelle      | Déni, dédoublement du Moi           |
| état limite | Dépression                 | perte d’objet | Anaclitique      | Dédoublement des images, forclusion |
| Névrose     | Obsession, hystérie        | Castration    | Génital          | Refoulement                         |